# Okręg wyborczy nr 62 do Sejmu Polskiej Rzeczypospolitej Ludowej (1989–1991)
Okręg wyborczy nr 62 do Sejmu Polskiej Rzeczypospolitej Ludowej (1989–1991) obejmował Łódź-Górną oraz gminę Pabianice (województwo łódzkie). W ówczesnym kształcie został utworzony w 1989. Wybieranych było w nim 3 posłów w systemie większościowym.
Siedzibą okręgowej komisji wyborczej była Łódź-Górna.

## Wybory parlamentarne 1989

### Mandat nr 239 –Polska Zjednoczona Partia Robotnicza
| Kandydat | I tura | I tura | II tura | II tura |
| Kandydat | Głosów | %      | Głosów  | %       |
| --- | ------ | ------ | ------- | ------- |
| Paweł Winiarski                                                                                                | 17 471 | 16,67  | 29 102  | 35,58   |
| Krystyna Ejsmont                                                                                               | 16 556 | 15,79  | 35 542  | 43,45   |
| Krzysztof Baszczyński                                                                                          | 14 062 | 13,41  | —       | —       |
| Paweł Szymański                                                                                                | 11 586 | 11,05  | —       | —       |
| Liczba głosów ważnych: 104 837 (I tura) • 81 802 (II tura) Źródło: Państwowa Komisja Wyborcza I tura i II tura |        |        |         |         |

### Mandat nr 240 – bezpartyjny
| Kandydat                                                          | Głosów | %     |
| ----------------------------------------------------------------- | ------ | ----- |
| Maria Dmochowska                                                  | 73 488 | 70,33 |
| Janusz Baranowski                                                 | 9367   | 8,97  |
| Andrzej Terlecki                                                  | 9046   | 8,66  |
| Maria Krzemińska-Pakuła                                           | 8419   | 8,06  |
| Liczba głosów ważnych: 104 486 Źródło: Państwowa Komisja Wyborcza |        |       |

### Mandat nr 241– bezpartyjny
| Kandydat                                                          | Głosów | %     |
| ----------------------------------------------------------------- | ------ | ----- |
| Wiesław Kowalski                                                  | 53 407 | 53,26 |
| Jan Kepler                                                        | 15 626 | 15,58 |
| Zbigniew Węgrzyn                                                  | 12 210 | 12,18 |
| Maria Wolska                                                      | 7687   | 7,67  |
| Andrzej Lisicki                                                   | 2823   | 2,82  |
| Mieczysław Maryniak                                               | 1525   | 1,52  |
| Liczba głosów ważnych: 100 274 Źródło: Państwowa Komisja Wyborcza |        |       |